# Cabourg
Cabourg là một xã trong tỉnh Calvados, thuộc vùng Normandie của nước Pháp, có dân số là 3560 người (thời điểm 1999). Cabourg là một nơi tắm biển nằm cạnh eo biển Manche giữa 2 cửa sông Touques và Orne

## Nhân khẩu học
| 1962  | 1968  | 1975  | 1982  | 1990  | 1999  |
| ----- | ----- | ----- | ----- | ----- | ----- |
| 3.022 | 3.067 | 3.308 | 3.238 | 3.355 | 3.520 |

## Thành phố kết nghĩa
- Chur, Thụy Sĩ
- Thành phố Atlantic, Hoa Kỳ
- Spa, Bỉ
- Bad Homburg, Đức
- Jurmala, Latvia
- Terracina, Italy
- Salcombe, Anh
- Mayrhofen, Áo
- Mondorf-les-Bains, Luxembourg
- Oussouye, Senegal
- Bromont, Canada